# Gregor Lindner

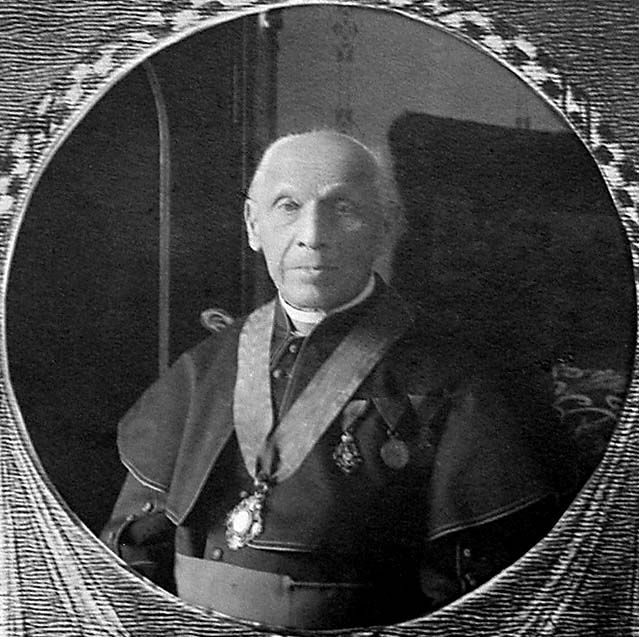
Gregor Lindner

Gregor Lindner (* 29. September 1831 in Eger; † 9. April 1917 in St. Joachimsthal) war ein böhmischer Stadtdechant, päpstlicher geheimer Kämmerer, Ehrenkanonikus des Kollegitkapitells in Alt-Bunzlau, Erzpriester, Heimatforscher und Ehrenbürger von St. Joachimsthal.

## Leben
Lindner wurde am 29. September 1831 in Eger als Sohn des Schneidermeisters Lorenz Lindner und dessen Ehefrau Magdalena geb. Schwarz geboren. Nach dem Besuch des dortigen Gymnasiums und der Hochschule in Prag kam er 1854 als Kaplan nach St. Joachimsthal. 1865 war er als Katechet an der Kommunalhaupt- und dreiklassigen Unterrealschule in Joachimsthal tätig. 1866 wurde er zum Stadtdechanten ernannt.
Im Mai 1873 veröffentlichte Lindner in dem in Wien erscheinenden Volksblatt für Stadt und Land einen Spendenaufruf, nachdem am 31. März 1873 in Joachimsthal eine Feuersbrunst gewütet hatte. Er berichtete, „auch dieser alten Bergstadt schönste Zier, die herrliche monumentale Dekanalkirche sammt allen ihren Kunstschätzen und Einrichtungsgegenständen“ sei ein Raub der Flammen geworden. 1882 wurde er fürsterzbischöflicher Bezirkssekretär, 1885 Vikariatsverweser und 1886 fürsterzbischöflicher Bezirksvikar. Er gehörte 50 Jahre der Gemeindevertretung von St. Joachimsthal an.
Als Heimatforscher war er der Verfasser einer vierbändigen handschriftlichen Chronik über St. Joachimsthal, die in den Besitz der Stadtgemeinde überging, sowie weiterer Schriften über die Geschichte von St. Joachimsthal, die u. a. in der Erzgebirgszeitung erschienen. Für seine Verdienste wurde er mit dem Ritterkreuz des Franz-Joseph-Ordens ausgezeichnet sowie zum Ehrenbürger von St. Joachimsthal ernannt. Er war zudem Ehrenmitglied zahlreicher Vereine. Er starb Im hohen Alter von 86 Jahren am 9. April 1917 in St. Joachimsthal und ist am Joachimsthaler Stadtfriedhof begraben. Über ihn wurde ein besonderer Nachruf verfasst, der in Mitteilungen des Vereines für Geschichte der Deutschen in Böhmen erschienen ist.

## Werke
- Kurze Mitteilungen aus der Geschichte Joachimsthals in zeitfolgender Ordnung vom Jahre 1515 an bis in die Gegenwart aus dem Gedenkbuche der Dechantei, Abdruck in den Pfarrämtlichen Mitteilungen für das Kirchspiel St. Joachimsthal in der Zeit von 1903 bis 1914
- Gedenkblätter aus der Geschichte des bürgerlichen Scharfschützenkorps in der Bergstadt Joachimsthal, veröffentlicht in Band 24 der Erzgebirgs-Zeitung, Monatsschrift für Volkstum und Heimatkunde Nordwestböhmens, Gebirgsvereins-Verband, Teplitz-Schönau   1903
- Gesellenordnung des Schuhmacherhandwerkes vom Jahre 1546, veröffentlicht in Band 51 der Erzgebirgs-Zeitung
- Die Ordnung und Artikel der Büchsenschützen der freien Bergstadt Joachimsthal von Jahre 1543, veröffentlicht in Band 51 der Erzgebirgs-Zeitung
- Aus Joachimsthal, Aktenstücke: I. Hochzeitsordnung, 1538, veröffentlicht in Band 53 der Erzgebirgs-Zeitung 1914[5]